# Fedor Ekelmann
Fedor Ekelmann (ur. 6 września 1955) – niemiecki lekkoatleta specjalizujący się w biegach płotkarskich i sprinterskich. Reprezentował Niemiecką Republikę Demokratyczną. 
Największy sukces w karierze odniósł w 1973 r. w Duisburgu, zdobywając na mistrzostwach Europy juniorów srebrny medal w biegu na 400 metrów przez płotki (uzyskany czas: 50,88).
W lekkoatletycznych mistrzostwach NRD na otwartym stadionie zdobył 3 medale w biegu sztafetowym 4 × 400 metrów – złoty (1975) i 2 srebrne (1976, 1977). 
Rekord życiowy w biegu na 400 m ppł – 50,88 (26 sierpnia 1973, Duisburg)